# کهلونه
کهلونه (به بلغاری: Khlevene) یک منطقهٔ مسکونی در بلغارستان است که در شهرستان لووچ واقع شده‌است.